# تسیتلی خطی
تسیتلی خطی (به لاتین: Tsiteli Khati) یک کوه در گرجستان است که در گرجستان واقع شده‌است. تسیتلی خطی ۳٬۰۲۶ متر بالاتر از سطح دریا واقع شده‌است.